# Barbara Ludgate
Barbara Teuaililo Rita Waneshia Ludgate (ur. 25 listopada 1998) – zapaśniczka z Samoa Amerykańskiego. Brązowa medalistka mistrzostw Oceanii w 2016 roku.